# Олійникове
Олі́йникове — село в Україні, у Харківському районі Харківської області. Населення становить 8 осіб. Колишній орган місцевого самоврядування — Лук'янцівська сільська рада.

## Географія
Село Олійникове знаходиться на відстані 1,5 км від річки Липець (правий берег). На відстані 1 км розташоване село Мороховець, за 3 км — село Лук'янці. За 4 км проходить кордон з Росією.